# Shuswap Lake Provincial Park
Der Shuswap Lake Provincial Park (teilweise auch nur Shuswap Lake Park) ist ein Provincial Park im Südosten der kanadischen Provinz British Columbia. Der etwa 149 Hektar (ha) große Park liegt ostnordöstlich von Chase bzw. nördlich von Salmon Arm im Columbia-Shuswap Regional District.

## Anlage
Der Park liegt im nordwestlichen Bereich des Shuswap Lake, am nördlichen Ufer des Hauptarms des Sees. Dabei umfasst der in den Randbereichen des Shuswap Highland gelegene Park etwa 115 ha Landfläche sowie etwa 34 ha Wasser- und Uferfläche. Der Park gliedert sich in zwei Teilstücke. Das größere Parkteil ist das auf dem Festland gelegene, während der kleinere Parkteil östlich davon auf der Insel Copper Island liegt. Der größere Parkteil grenzt an „Scotch Creek“, eine kleine unselbständige Siedlung (ein unincorporated populated place) und wird nahezu vollständig durch den Campingbereich sowie die weitere touristische Infrastruktur des Parks in Anspruch genommen.  
Der Zugang zum Park erfolgt üblicherweise über eine Abzweigung vom Highway 1, der Teil des Trans-Canada Highway ist, in Chase. Auf dem Weg zum Park muss man unter anderem den Little River sowie den Adams River überqueren und den Tsútswecw Provincial Park durchqueren.
Weiterhin liegen am Shuswap Lake mit dem Anstey Hunakwa Provincial Park, dem Cinnemousun Narrows Provincial Park, dem Herald Provincial Park, dem Shuswap Lake Marine Provincial Park, dem Silver Beach Provincial Park und dem Tsútswecw Provincial Park noch weitere der Provincial Parks in British Columbia.

## Geschichte
Der Park wurde am 14. November 1956 errichtet. Im Laufe seines Bestehens wurde mehrmals seine Größe und/oder die Rechtsgrundlage für seinen Schutz geändert.
Wie jedoch grundsätzlich bei allen Provinzparks in British Columbia gilt auch für diesen, dass die Gegend, lange bevor sie von europäischen Einwanderern besiedelt oder sie Teil eines Parks wurde, Jagd- und Siedlungsgebiet verschiedener Gruppen der First Nations, hier Gruppen der Secwepemc, war. Deren Nutzung der Gegend ist durch archäologische Fundstellen in Form von Grubenhäusern, sogenannte „Kekuli“, dokumentiert.

## Flora und Fauna
Mit dem Biogeoclimatic Ecological Classification (BEC) Zoning System wird das Ökosystem von British Columbia in verschiedene biogeoklimatische Zonen eingeteilt. Biogeoklimatische Zonen zeichnen sich durch ein grundsätzlich identisches oder sehr ähnliches Klima sowie gleiche oder sehr ähnliche biologische und geologische Voraussetzungen aus. Daraus resultiert in den jeweiligen Zonen dann grundsätzlich auch ein sehr ähnlicher Bestand an Pflanzen und Tieren. Innerhalb dieser Systematik wird der Park der Interior Douglas-Fir Zone zugeordnet.

## Aktivitäten
Der Park verfügt über relativ umfangreiche touristische Infrastruktur. Neben einem Picknick- und einem Strandbereich verfügt er über 330 relativ dicht beieinander liegende Stellplätze für Wohnmobile und Zelte. Mit dieser Anzahl von Stellplätzen gehört er zu den größten der Provinzparks in British Columbia. 